# Jatimukti
Jatimukti is een bestuurslaag in het regentschap Sumedang van de provincie West-Java, Indonesië. Jatimukti telt 5165 inwoners (volkstelling 2010).